# Billungstraße 2 (Quedlinburg)

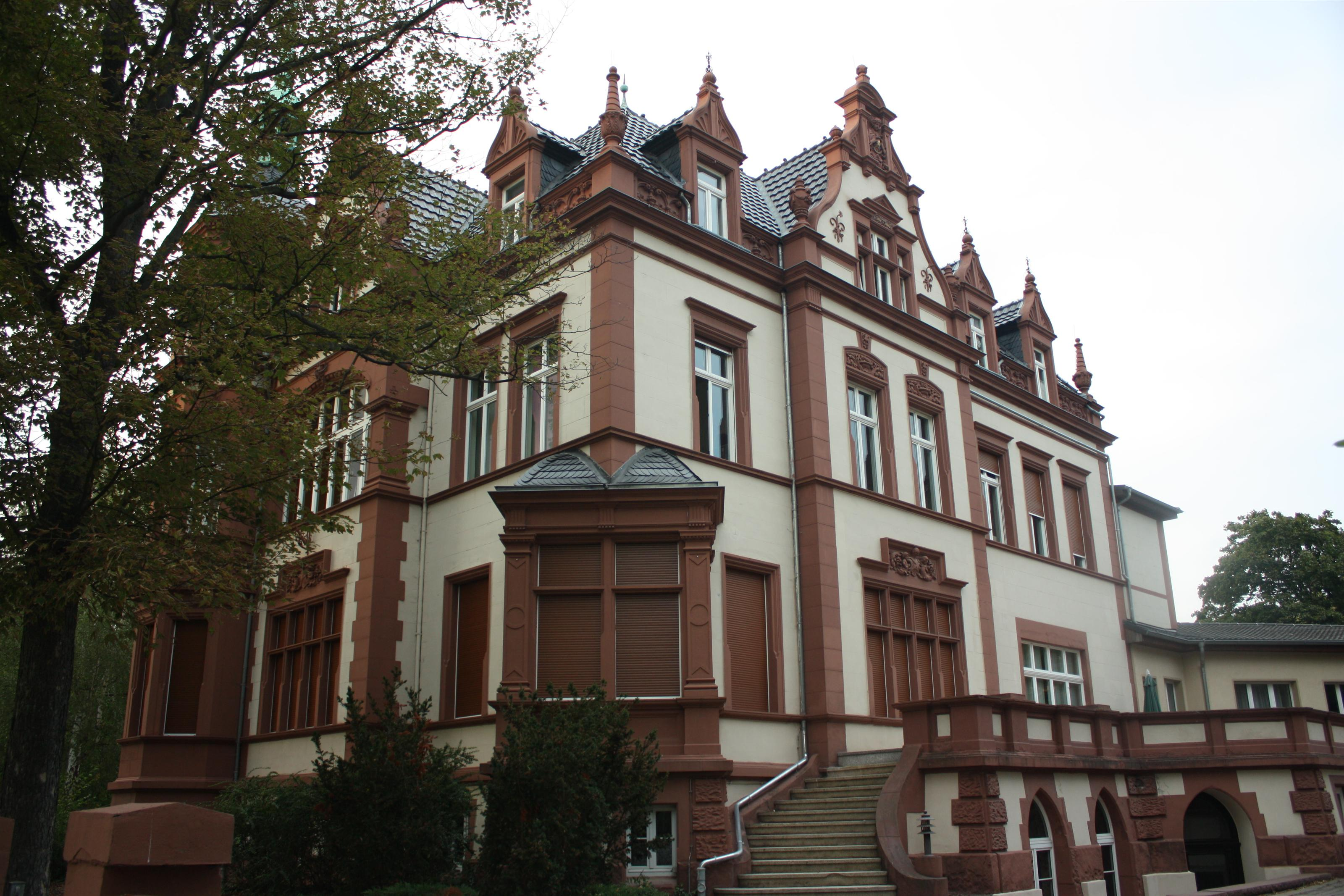
Villa Billungstraße 2

Das Haus Billungstraße 2 ist eine denkmalgeschützte Villa in der Stadt Quedlinburg in Sachsen-Anhalt.

## Lage
Sie liegt südlich des Quedlinburger Schloßberges in einer Ecklage und ist im Quedlinburger Denkmalverzeichnis eingetragen.

## Architektur und Geschichte
Die Villa wurde im Jahr 1897 durch den Braunschweiger Architekt Friedrich Staeding für den Quedlinburger Unternehmer Leopold Arndt errichtet und gilt als eine der bedeutendsten Villenbauten Quedlinburgs. Der Maurermeister Robert von der Foehr führte den Bau aus. Architektonisch präsentiert sich der Bau im Stil der Neorenaissance mit einem schlossartigen Erscheinungsbild. In späterer Zeit wurden einige den Gesamteindruck beeinträchtigende Anbauten angefügt.
Die Villa beherbergte die Abteilung Kinderklinik des Kreiskrankenhauses Quedlinburg.